# Archivní soubor
Archivní soubor je soubor složený z jednoho nebo více souborů společně s metadaty (popisem) z jakého zdroje, jednotky a média pocházejí, adresářovou strukturou, detekcí chyb, informacemi pro obnovení souborů, komentářům k souborům, a obvykle komprimované bezeztrátovou kompresí. Archivní soubory mohou být také zašifrované, zčásti, nebo celé. Archivní soubory se používají k uložení více souborů pohromadě do jednoho souboru pro snazší přenositelnost a skladování.
Archivní soubory v počítačích jsou vytvářeny pomocí archivačních programů (MS Backup, ZIP,...), nebo programy ukládajícími obraz disku (Norton Ghost,...) do formátu souborů v závislosti na programu. Přípona nebo hlavička archivního souboru určuje, jaký formát byl použit.
Archivní soubory občas bývají doprovázeny paritním souborem, který umožňuje důkladnější detekci chyb a obnovení částečně poškozených nebo chybějících souborů ve vícesouborových archivech.

## Historie
Archivní soubory byly původně používány k ukládání důležitých souborů na alternativní média (například pásky) pro ochranu a obnovení. Dnes jsou archivní soubory běžně používané také pro přenos souborů a pro distribuci a instalace programů.

## Zen
Pevný disk, RAID a stínová kopie/verzování souborů mohou být také považovány za archivní soubory. V takových případech je archivním nástrojem operační systém.